# Медаль «За отличие в военной службе» (Азербайджан)
Медаль «За отличие в военной службе» (азерб. "Hərbi xidmətdə fərqlənməyə görə" medalı) — государственная награда Азербайджанской Республики. Учреждена законом № 327-IIГ от 17 мая 2002 года.
Медаль имеет 3 степени.

## Основания для награждения
Медалью «За отличие в военной службе» военнослужащие Вооруженных сил Азербайджанской Республики награждаются за:
- отличные показатели в боевой подготовке;
- особые отличия на учениях, в боевой службе и боевой смене;
- отвагу, самоотверженность и другие заслуги в период прохождения военной службы.

## Способ ношения
Медаль «За отличие в военной службе» носится на левой стороне груди и при наличии других орденов и медалей Азербайджанской Республики располагается после медали «За военные заслуги».

## Описание медали
Медаль «За отличие в военной службе» состоит из круглой пластины диаметром 35 мм, отлитой из
латуни вместе с узкой пластиной, на которой помещается полумесяц с восьмиконечной звездой белого
цвета. На лицевой стороне медали на фоне восьмиконечной звезды с гладкой поверхностью и выпуклыми
углами изображены раскрытые орлиные крылья, скрещенные ружья и якорь. На поверхности звезды
между контурами углов и контурами дуги имеются рельефные лучи. Вверху вдоль оконтуренной с двух сторон дуги написано «За отличие в военной службе», а внизу помещаются венки из дубовых листьев. 3-я степень медали окрашена в серебристый цвет, 2-я степень, за исключением дуги и написанных на ней слов, — в золотистый цвет, 1-я степень — в золотистый цвет, орлиные крылья — серебристого, а якорь — чёрного цветов. Оборотная сторона представляет собой гладкую поверхность. Медаль соединяется при помощи крючка и петли с прямоугольной шелковой лентой оливкового цвета размером 27 мм х 43 мм, имеющей элемент для крепления к одежде. Для медалей всех степеней по краям шелковой ленты изображены вертикальные полосы шириной 1 мм золотистого цвета. Посредине
ленты для 1-й степени медали имеются одна вертикальная полоса шириной 5 мм золотистого цвета, для 2-й и 3-й степени —соответственно две и три полосы шириной 2 мм. К медали прилагается обернутая в аналогичную шелковую ленту планка размером 27 мм х 9 мм, имеющая элемент для крепления к одежде.